# Josh Rosen
Joshua Ballinger Lippincott „Josh“ Rosen (geboren am 10. Februar 1997 in Torrance, Kalifornien) ist ein ehemaliger US-amerikanischer American-Football-Spieler auf der Position des Quarterbacks. Er spielte College Football für die University of California, Los Angeles und wurde im NFL Draft 2018 an zehnter Stelle von den Arizona Cardinals ausgewählt. Nach weiteren Stationen bei den Dolphins, Buccaneers, 49ers, Falcons und Browns stand er zuletzt bei den Minnesota Vikings in der National Football League (NFL) unter Vertrag.

## College
Rosen besuchte die St. John Bosco High School in Bellflower, Kalifornien. Bevor Rosen sich für American Football entschied, galt er auch als großes Talent im Tennis.
Von 2015 bis 2017 spielte Rosen Football am College. Er besuchte die University of California, Los Angeles und spielte dort für die UCLA Bruins in der NCAA Division I FBS.
Insgesamt kam er in den vier Jahren auf 712 erfolgreiche Pässe bei 1.170 Passversuchen und 9.340 Yards sowie 59 geworfene Touchdowns. An seinem College stellte er mit 3.756 Passing Yards in der Saison 2017 einen neuen Rekord für die meisten geworfenen Yards auf.

## NFL
Im NFL Draft 2018 wurde Rosen an zehnter Stelle als vierter Quarterback von den Arizona Cardinals ausgewählt. Dort unterschrieb er einen Vierjahresvertrag über etwa 17,5 Millionen US-Dollar.
Rosen ging zunächst als Backup hinter Sam Bradford in die Saison 2018. In Woche 4 wurde Rosen neuer Starting Quarterback, da Bradford nicht überzeugte und die Cardinals die ersten drei Partien verloren hatten. Bereits im Spiel zuvor hatte er Bradford in der Schlussphase ersetzt und dabei eine Interception geworfen. Bei seinem Debüt als Starter gegen die Seattle Seahawks warf er im vierten Viertel seinen ersten Touchdownpass in der NFL, mit dem die Cardinals ausgleichen konnten. Dennoch verlor die Mannschaft durch ein Field Goal in letzter Sekunde.
Nachdem die weitere Saison wenig erfolgreich verlief und Rosen bis zu fünf Turnover in einem Spiel verursachte, entließen die Cardinals nach Woche 7 ihren Offensive Coordinator Mike McCoy. Die Cardinals beendeten die Saison mit einer Bilanz von drei Siegen und dreizehn Niederlagen als schlechtestes Team der NFL und hatten damit das Recht, im NFL Draft 2019 den ersten Spieler auszuwählen. Sie entschieden sich für Heisman-Trophy-Gewinner Kyler Murray, der Rosen als Quarterback ablösen sollte. Die Cardinals gaben Rosen daher gegen einen Zweitrundenpick an die Miami Dolphins ab, wo Rosen mit Ryan Fitzpatrick um die Position als Starting Quarterback konkurrierte.
Zunächst ging Fitzpatrick als Starting-Quarterback der Dolphins in die Saison. Nachdem dieser in den ersten beiden Partien eine schwache Leistung gezeigt hatte, wurde er in Woche 3 durch Rosen ersetzt. Als er in Woche 5 gegen die ebenfalls noch sieglosen Redskins in den ersten 3 Vierteln lediglich für 85 Yards und dazu noch 2 Interceptions warf, wurde er zum 4. Viertel durch Fitzpatrick ersetzt, der prompt einen Touchdownpass warf und so das Spiel beinahe noch drehte. In den folgenden Wochen übernahm so Fitzpatrick wieder die Rolle des Starting-Quarterbacks.
Nachdem die Dolphins im NFL Draft 2020 den Quarterback Tua Tagovailoa in der ersten Runde auswählten, war Rosen nur noch der dritte Quarterback. Nach gescheiterten Versuchen ihn zu traden, entließen die Dolphins Rosen vor Beginn der Saison 2020.
Am 6. September 2020 verpflichteten die Tampa Bay Buccaneers Rosen für ihren Practice Squad. Am 22. Dezember 2020 nahmen die San Francisco 49ers Rosen aus dem Practice Squad der Buccaneers in ihren 53-Mann-Kader auf.
Am 8. Februar 2021 unterschrieb er einen Einjahresvertrag mit den 49ers. Am 17. August 2021 wurde Rosen von den 49ers entlassen. Am 24. August verpflichteten die Atlanta Falcons Rosen, nachdem ihr Ersatzquarterback A. J. McCarron sich das Kreuzband gerissen hatte. Hier kam er nicht über drei Kurzeinsätze hinaus, in denen er in elf Passversuchen nur zwei vervollständigte.
Im Juli 2022 nahmen die Cleveland Browns Rosen unter Vertrag. Vor Saisonbeginn wurde er entlassen und anschließend in den Practice Squad aufgenommen. Am 10. Oktober wurde Rosen auch aus dem Practice Squad entlassen. Am 20. Dezember 2022 nahmen die Minnesota Vikings Rosen für ihren Practice Squad unter Vertrag.

### NFL-Statistiken
| Jahr   | Team   | Spiele | als Starter | Comp-Att | Comp% | Yards | TD | INT | QB Rtg |
| ------ | ------ | ------ | ----------- | -------- | ----- | ----- | -- | --- | ------ |
| 2018   | ARI    | 14     | 13          | 217–393  | 55,2  | 2.278 | 11 | 14  | 66,7   |
| 2019   | MIA    | 6      | 3           | 58–109   | 53,2  | 567   | 1  | 5   | 52,0   |
| 2020   | SF     | -      | -           | -        | -     | -     | -  | -   | -      |
| 2021   | ATL    | 3      | 0           | 2-11     | 18,2  | 19    | 0  | 1   | 0      |
| Gesamt | Gesamt | 23     | 16          | 277–513  | 54,0  | 2.864 | 12 | 20  | 61,1   |

Quelle: NFL.com